# Joe Filippone
Joseph „Joe“ Lawrence Filippone (* 24. Oktober 1986 in Denver, Colorado) ist ein US-amerikanischer Schauspieler, Synchronsprecher, Filmschaffender.

## Leben
Filippone wurde am 24. Oktober 1986 als Sohn von Pasquale und Jo Ann in Denver geboren. Er ist italienischer Abstammung. Vom 1. Juli 2013 bis zum 31. Oktober 2017 war er mit dem Schauspieler und Filmeschaffenden Marc Hudson verheiratet. Seit Mitte der 2000er Jahre ist er als Fernseh- und Filmschauspieler tätig. Er erhielt Episodenrollen unter anderen in 1000 Wege, ins Gras zu beißen oder auch Das Sarah Silverman Programm. Wiederkehrende Serienrollen hatte er von 2011 bis 2012 in Unintentionally Awesome und 2012 in Goth Girl inne. Von 2014 bis 2015 spielte er die Rolle des Roberts in insgesamt sieben Episoden der Fernsehserie Weekly Meeting. 2020 war er im Fernsehfilm Collision Earth – Game Over in der Rolle des Captain Howe zu sehen. Im selben Jahr mimte er mit der Rolle des Quenton im Film Facade eine der Hauptrollen. Der Film erschien unter anderen als Video-on-Demand auf Prime Video.
Neben seiner Schauspielerei ist Filippone auch als Synchronsprecher zu hören. So sprach er verschiedene Charaktere in den Computerspielen The Thing, Agony oder Grandma. Er lieh im Animationsfilm Homeward – Finde deine Bestimmung den Charakter Hero seine Stimme. Wiederkehrende Sprechrollen hatte er in der Serie Matthew and Ophelia's Wonderful World of Fun. Als Filmschaffender tritt er seit 2016 in Erscheinung. Dabei übernimmt er verschiedene Funktionen und veröffentlicht überwiegend Kurzfilme.

## Filmografie (Auswahl)

### Schauspiel
- 2005: Last Stop to Midnight (Kurzfilm)
- 2005: Warehouse (Kurzfilm)
- 2006: A Little Bit of Discipline (Kurzfilm)
- 2007: Flat Dog Dreams (Kurzfilm)
- 2009: Road to the Altar
- 2009: 1000 Wege, ins Gras zu beißen (1000 Ways to Die, Fernsehdokuserie, Episode 2x03)
- 2009: Bad Movies, Good Showers, and Civil Engineers (Kurzfilm)
- 2010: Das Sarah Silverman Programm (The Sarah Silverman Program., Fernsehserie, Episode 3x07)
- 2010: Childrens Hospital (Miniserie, Episode 2x06)
- 2010: Webloe Jobs (Kurzfilm)
- 2010: Therapissed
- 2010: Spring Sing (Kurzfilm)
- 2011: The Chicago 8
- 2011: Eating Out: Drama Camp
- 2011: To Beauty (Kurzfilm)
- 2011: Homicide Hunter – Dem Mörder auf der Spur (Homicide Hunter: Lt. Joe Kenda, Fernsehdokuserie, Episode 1x06)
- 2011: Nerve
- 2011–2012: Unintentionally Awesome (Fernsehserie, 3 Episoden)
- 2012: Inside Room 334 (Fernsehserie)
- 2012: Treelore Theatre (Fernsehserie, Episode 1x10)
- 2012: Smiley
- 2012: Goth Girl (Fernsehserie, 4 Episoden)
- 2012: Woggie
- 2012: Hysteria (Kurzfilm)
- 2012: The Wife Master
- 2012: The Hack (Kurzfilm)
- 2012: Fabulous High (Fernsehfilm)
- 2012–2014: My Roommate the (Fernsehserie, 3 Episoden, verschiedene Rollen)
- 2013: Jobs
- 2013: Liberace – Zuviel des Guten ist wundervoll (Behind the Candelabra)
- 2013: The Secret Lives of Dorks
- 2013: Lost Angel (Kurzfilm)
- 2013: Jew in Choctaw Country (Kurzfilm)
- 2014: LaLa Land Sketch (Fernsehserie)
- 2014: Cut!
- 2014: The Dollanganger Saga (Miniserie, Episode 1x02)
- 2014: Hard Sun
- 2014: The Saint of Auschwitz (Kurzfilm)
- 2014: Jew in Choctaw Country Pt 2 (Kurzfilm)
- 2014: Neighbors (Kurzfilm)
- 2014–2015: Weekly Meeting (Fernsehserie, 7 Episoden)
- 2015: Damon's Tiki Bar (Fernsehserie, Episode 1x02)
- 2015: Consumers
- 2015: Abbie's Egg (Kurzfilm)
- 2015: The Switch (Kurzfilm)
- 2015: Safe Landings
- 2016: Driving with Our Eyes Shut (Fernsehfilm)
- 2016: Creepy Peep Show 2
- 2016: The Blue Beetle: Ted Kord Returns! (Fernsehserie, Episode 3x07)
- 2016: The Editor
- 2017: Forked
- 2017: Lana Rhoades: Filthy Fantasies
- 2017: Naked
- 2017: Porno Things: A Stranger Parody
- 2017: Fallen (Kurzfilm)
- 2018: Pigeonholed (Kurzfilm)
- 2018: Bad Wives
- 2019: The Misadventures of Three Mexican Mimes (Kurzfilm)
- 2019: The History of Monsters (Kurzfilm)
- 2019: Khat-e Penhan/Hidden Line (Kurzfilm)
- 2019: Dating Lola (Kurzfilm)
- 2020: Collision Earth – Game Over (Collision Earth, Fernsehfilm)
- 2020: Facade
- 2020: A Burlesque Story (Miniserie, Episode 1x03)
- 2020: Garland's Lost Love (Kurzfilm)
- 2021: 40uR (Kurzfilm)
- 2021: Deadly Numbers
- 2021: Happy Family Home Movies (Kurzfilm)
- 2021: 3-D (Kurzfilm)
- 2021: Mashup at the Movies
- 2021: Tapes from the Underground
- 2021: One Foot Away (Kurzfilm)
- 2021: She Delivers
- 2021: The Clip Clap Tapes (Kurzfilm)
- 2021: Slaughter S'mores (Kurzfilm)
- 2021: Alone (Kurzfilm)
- 2021: Christmas Mashup at the Movies
- 2022: Kel and Kory (Miniserie, Episode 1x03)
- 2022: The Cannibals' (Fernsehserie)
- 2022: Gross
- 2022: Duped: The First Snuff Livestream (Kurzfilm)
- 2022: CyberSquad6969 (Kurzfilm)
- 2022: The Nudels of Nudeland
- 2022: The Night the Children Laughed (Kurzfilm)
- 2022: The Pine Drape Incident (Kurzfilm)
- 2022: 40uR: Part II (Kurzfilm)
- 2022: Twin Stranger (Kurzfilm)
- 2022: Virus (Kurzfilm)
- 2022: Dämonenkinder (Kurzfilm)
- 2022: Erotomaniac
- 2022: Tapes of Death
- 2023: Hymn to the Snake God (Kurzfilm)
- 2023: Reflect
- 2023: Judy: The Inflatable Friend (Kurzfilm)
- 2023: Baby Cuddlebug: A Documentary (Kurzfilm)
- 2023: Hell's Coming for You
- 2023: Bang Bang Betty
- 2023: Night Fall (Fernsehserie, Episode 1x01)
- 2023: Don't Tear Yourself Apart

### Filmschaffender
- 2016: Noomie (Fernsehserie, Produktion)
- 2020: There Was A Stuffed Owl (Kurzfilm; Regie, Drehbuch, Kameramann)
- 2020: Attack of the Giant Bob (Kurzfilm; Regie, Drehbuch, Kameramann)
- 2020: Silence Supports Violence (Kurzfilm; Regie, Drehbuch, Kameramann)
- 2020: Garland's Lost Love (Kurzfilm; Regie, Drehbuch, Kameramann, Filmeditor)
- 2021: Deadly Numbers (Regie, Drehbuch, Filmeditor)
- 2021: Happy Family Home Movies (Kurzfilm; Regie, Drehbuch, Filmeditor)
- 2021: Mashup at the Movies (Regie, Drehbuch)
- 2021: Tapes from the Underground (Regie)
- 2021: One Foot Away (Kurzfilm; Regie, Drehbuch)
- 2021: 40uR (Kurzfilm: Produktion)
- 2021: The Clip Clap Tapes (Kurzfilm; Regie, Produktion, Drehbuch, Kameramann, Filmeditor)
- 2021: Alone (Kurzfilm; Regie, Drehbuch, Kameramann)
- 2021: Christmas Mashup at the Movies (Regie, Drehbuch)
- 2022: Dollsen (Kurzfilm; Regie, Drehbuch)
- 2022: Duped: The First Snuff Livestream (Kurzfilm; Regie, Produktion, Drehbuch)
- 2022: CyberSquad6969 (Kurzfilm; Regie, Drehbuch, Filmeditor)
- 2022: The Night the Children Laughed (Kurzfilm; Regie, Drehbuch)
- 2022: When the Music Laughs (Kurzfilm; Regie, Drehbuch)
- 2022: The Pine Drape Incident (Kurzfilm; Regie, Drehbuch, Kameramann)
- 2022: Twin Stranger (Kurzfilm; Regie, Drehbuch)
- 2022: Dämonenkinder (Kurzfilm; Regie, Drehbuch)
- 2022: Tapes of Death (Regie, Drehbuch, Filmeditor)
- 2023: Hymn to the Snake God (Kurzfilm; Regie)
- 2023: Baby Cuddlebug: A Documentary (Kurzfilm; Regie, Drehbuch)

## Synchronisationen (Auswahl)
- 2016: The Thing (Computerspiel)
- 2018: Agony (Computerspiel)
- 2019: Grandma (Computerspiel)
- 2020: Homeward – Finde deine Bestimmung (Homeward, Animationsfilm)
- 2020: There Was A Stuffed Owl (Kurzfilm)
- 2020: Attack of the Giant Bob (Kurzfilm)
- 2020: Silence Supports Violence (Kurzfilm)
- 2021: Danny Hall the Killer Crab Elf (Kurzfilm)
- 2021: Edgar and Vespera's Spooky Storytime (Fernsehserie, 2 Episoden, verschiedene Sprechrollen)
- 2021: A Fandemic: 50 Fans Celebrate 50 Years of Cinema
- 2021: Matthew and Ophelia's Wonderful World of Fun (Fernsehserie, 7 Episoden)
- 2021: Bugged Out (Kurzfilm)
- 2021: Matthew and Edgar's Camping Adventure: The Movie
- 2021: Cootie (Animationsfilm)
- 2021: Horror Realm (Kurzfilm)
- 2021: Terror on the Elliptical (Kurzfilm)
- 2022: Dollsen (Kurzfilm; verschiedene Sprechrollen)
- 2022: When the Music Laughs (Kurzfilm)
- 2022: Robot Duck (Kurzfilm)
- 2022: Toasted by the Toaster (Kurzfilm)
- 2023: Toys (Kurzfilm)